# Spanczewo
Spanczewo lub Spančevo (maced. Спанчево) – wieś we wschodniej Macedonii Północnej, w gminie Czeszinowo-Obleszewo, niedaleko miasta Koczani.